# Vicky Leandros
Vasiliki Papathanasiou (en griego: Βασιλική Παπαθανασίου; Corfú, 23 de agosto de 1952) generalmente conocida como Vicky Leandros es una cantante de origen griego con una extensa carrera internacional y una de las cantantes con mayores ventas mundiales. Participó en dos ocasiones en el Festival de la Canción de Eurovisión representando a Luxemburgo, ganando en 1972.

## Biografía
Vicky nació el 23 de agosto de 1949 bajo el nombre de Vassiliki Papathanasiou en Paleokstritsa, una pequeña localidad en la isla de Corfú. Es hija del reconocido músico y compositor Leandros Papathanasiou, más conocido como Leo Leandros. Mientras su padre desarrollaba su carrera como músico en Alemania, Leandros permaneció en el hogar de su abuela paterna hasta la edad de cinco años. En 1957 se trasladó a Alemania, donde vive desde entonces. 
Su carrera comenzó a los 13 años, al publicar su primer sencillo, «Messer, Gabel, Schere, Licht», alcanzando un gran éxito en el mercado alemán. Es la 164ª cantante con más discos vendidos.
En 1967 tuvo la oportunidad de representar a Luxemburgo en el Festival de la Canción de Eurovisión con la canción «L'amour est bleu». Consiguió la cuarta posición, lo que significó el comienzo de una carrera trepidante, interpretando sus temas en ocho idiomas diferentes y sus discos siendo vendidos por todo el mundo.
Cinco años más tarde, volvería a representar al mismo país en el Festival de la Canción de Eurovisión 1972. En esta ocasión, venció con el tema en francés «Après toi» que, a día de hoy, ha conseguido una venta de 10 millones de unidades.
A lo largo de su carrera, Leandros ha colaborado con diferentes compositores y productores de gran renombre, como Kim Fowley, Brad Shapiro y Michel Legrand, así como directores de orquesta como Herbert von Karajan.
En el año 2000, comenzó a producir sus propios discos. El álbum Jetzt ("Ahora") consiguió nuevamente un gran éxito comercial, así como buenas críticas por parte de los expertos musicales.
Vicky Leandros ha recibido innumerables premios, incluyendo discos de oro y platino por haber vendido más de 100 millones de discos.
Desde 1982 a 1986 estuvo casada con el empresario de origen griego Ivan Zissiades. En 2005, Leandros y su segundo esposo, Enno von Ruffin, se separaron tras 19 años de matrimonio.
En 2006 intentó de nuevo participar en Eurovisión, quedando finalista en la Final Nacional de Alemania con la canción "Don't Break My Heart".